# Calínico de Heliópolis
Calínico (em latim: Callinicus; em grego medieval: Καλλίνικος; romaniz.: Kallínikos) foi um arquiteto e químico bizantino de Heliópolis, na Síria. Foi creditado com a invenção do fogo grego. De acordo com Constantino Porfirogênito, era um refugiado da Síria que chegou no Império Bizantino no tempo do imperador Constantino IV (r. 668–685) e compartilhou seu conhecimento com os bizantinos.